# Roman Murawski (duchowny)
Roman Murawski (ur. 26 lutego 1930 w Kosobudach, zm. 27 stycznia 2016 w Warszawie) – polski duchowny katolicki, salezjanin, teolog, profesor nauk teologicznych, nauczyciel akademicki Uniwersytetu Kardynała Stefana Wyszyńskiego w Warszawie, w latach 1994–1999 dziekan Wydziału Teologicznego Akademii Teologii Katolickiej w Warszawie.

## Życiorys
Urodził się w rodzinie nauczycielskiej. Do 1939 był mieszkańcem Rumi. W czasie okupacji hitlerowskiej przez dwa lata przebywał w niemieckim obozie przesiedleńczym w Potulicach. Po ukończeniu w 1947 gimnazjum ogólnokształcącego w Gdyni wstąpił do nowicjatu Towarzystwa Salezjańskiego w Czerwińsku. Odbył studia filozoficzne i teologiczne w seminariach w Krakowie, Oświęcimiu i Warszawie. W 1955 przyjął święcenia kapłańskie. Później podjął studia w zakresie prawa kanonicznego w Akademii Teologii Katolickiej w Warszawie. W 1963 po studiach w zakresie psychologii w Katolickim Uniwersytecie Lubelskim otrzymał dyplom magistra. W 1971 po studiach katechetycznych w Universita Pontificia Salesiana w Rzymie otrzymał stopień naukowy doktora. W 1972 został nauczycielem akademickim Wydziału Teologicznego ATK w Warszawie (przemianowanej później na UKSW). W 1990 nadano mu w Wydziale Teologicznym ATK stopień naukowy doktora habilitowanego nauk teologicznych na podstawie dorobku naukowego oraz rozprawy pt. Katecheza chrzcielna w procesie wtajemniczenia chrześcijańskiego czasów apostolskich. W 1994 objął stanowisko profesora nadzwyczajnego ATK. W 1999 prezydent RP Aleksander Kwaśniewski nadał mu tytuł profesora nauk teologicznych. W latach 1994–1999 był dziekanem Wydziału Teologicznego ATK.